# Данцигер, Ицхак
Ицхак Данцигер (26 июня 1916 — 11 июля 1977) — израильский скульптор и ландшафтный архитектор, основатель «ханаанейского» стиля в скульптурном искусстве Израиля и представитель движения «Новые горизонты». В 1967 году его работа была отмечена высшей государственной наградой — Премией Израиля. На творчество Данцигера большое влияние оказало израильское изобразительное искусство периода после 40-х годов XX века, в котором были заметны тенденции архаизма в сочетании с тенденциями модернизма при создании образной и ландшафтной скульптуры. Статуя Данцигера «Нимрод» является одним из самых известных произведений израильского искусства.

## Биография

### Детские и юношеские годы
Макс Вильгельм Ицхак Данцигер родился в 1916 году в Берлине, столице Германии, в сионистской буржуазной еврейской семье. Его отец, Феликс Данцигер, служил врачом-хирургом в германской имперской армии в Первую мировую войну, а мать, Малка Розенблат, училась на семинаре для воспитателей детских садов; Данцигер характеризовал её как «единственного богемного члена семьи». Мать Данцигера, который в зрелом возрасте стал очень привлекательным внешне, в детстве называла его «Питер» (по имени нарицательного персонажа особой карточной игры), так как он считался очень некрасивым ребёнком.
В 1923 году, когда власти британского мандата «открыли ворота», семья репатриировалась на землю Эрец-Исраэль и поселилась в Иерусалиме, где отец Данцигера открыл клинику напротив Цветочных ворот. Малка работала старшей медсестрой вместе с монахинями, приехавшими в Израиль из Гамбурга с христианской миссией. Глава семьи находился в контакте с представителями властей мандата, а также элиты из Восточного Иерусалима, кроме того он служил в должности личного врача Абдаллаха ибн Хусейна, короля Иордании.
В 1923—1925 годах Ицхак, средний из трёх детей, был отправлен на учёбу в частную «Школу прогрессивного образования» под руководством Деборы Каллен. В 1926—1929 годах он продолжил учёбу в еврейской гимназии «Рехавия», а летом 1925 года впервые начал брать частные уроки изобразительного искусства у Бориса Шаца в студии «Бецалель» в Иерусалиме. Вместе с Данцигером уроки посещали его сестра и Захра Шац, дочь Бориса Шаца.
С началом беспорядков в подмандатной Палестине, семья переехала в дом за стенами Старого города, недалеко от «Бейт Тихо», в то время как Ицхак, вместе со своим братом и сестрой, был отправлен к их тёте в Берлин. В 1930 году семья воссоединилась в Тель-Авиве, где доктор Данцигер открыл больницу на улице Грузенберг в здании, часть которого была предназначена для проживания. Ицхак начал учиться в еврейской гимназии «Герцлия», где наряду с общеобразовательными предметами изучал живопись у Исраэля Палди, а также присоединился к молодёжному движению «Бейтар». В 1932—1933 годах он учился в интернате «Реали» в Хайфе.

### «Ханаанейский» период творчества
В 1934 году Данцигер был отправлен на учёбу в Англию, в колледж графства Суррей и в лондонскую Школу изящных искусств, где он учился до 1937 года. Во время своего визита в Британский музей он был впечатлён ассирийской, древнеегипетской и примитивной африканской скульптурой. Вдохновлённый этими произведений искусства, Данцигер создал эскизы ассирийских и индийских скульптурных образов, а также одну из своих первых каменных скульптур — «Голову» (1935) — образ женщины с «архаической улыбкой», с запавшими глазами, подчеркнутыми линиями волос, с конической формой лица; скульптуру, отражающую полный спектр воздействия.
Примитивное искусство, введённое в конце XIX века и в начале XX века в Европе, оказало глубокое влияние на развитие модернистского и авангардного искусства, и, в частности, повлияло на творчество Данцигера. Искусство, и особенно британская скульптура, как например, работы Джейкоба Эпстайна, известные Данцигеру ещё со времени учёбы, сочетали примитивные методы в рамках авангардного искусства. Отголоски этого влияния можно найти на страницах книги об африканской скульптуре, в которой Данцигер выразил своё отношение к ней: «Многому можно учиться у этих художников, несмотря на то, что их творения пробуждают страшные мечты».
В 1937 году Данцигер познакомился с Марион Эди, которая стала его первой женой. Семья Данцигера была против отношений с Марион, дочерью мусульманки, однако, единственной причиной того, что Данцигер в 1938 году вернулся в Израиль один, стало препятствие в получении для Марион въездной визы.
Во дворе больницы своего отца в Тель-Авиве он основал студию для создания и изучения скульптурных работ, которую посещали молодые скульпторы: Биньямин Таммуз, Мордехай Гумпель, Косо Элул, Йехиэль Шеми. Мордехай Гумпель жил в студии, а его кровать размещалась между «Нимродом» и «Шабазией». Помимо занятий со студийцами, мастерская Данцигера стала популярным местом для творческих встреч с участием художников, работавших в других областях искусства, таких как Аарон Амир, Иосэф Вадия, Михаэль Куна, Авия Шимшони, Рахель Надав. В рамках творческих мероприятий друзья устраивали пикники на территории мусульманского кладбища. Некоторые из таких встреч завершались спарринг-матчами.
В своей студии Данцигер создал первые значительные произведения — скульптуры «Нимрод» (1939) и «Шабазия» (1939). Сразу же после своего создания статуя «Нимрод» стала своеобразным яблоком раздора в культуре Израиля. В этой работе воплощён образ Нимрода, библейского охотника, обнажённого и необрезанного, держащего меч, c соколом на плече. Форма скульптуры напоминает примитивные статуи ассирийской, древнеегипетской и древнегреческой цивилизаций в ракурсе европейского искусства того времени. Художественный образ уникален сочетанием гомоэротичной языческой красоты и идолопоклонства. Такая комбинация стала основным предметом критики со стороны религиозных кругов еврейской общины. Но были и другие голоса, требовавшие увидеть в этом образе еврейского молодого человека новой формации. В 1942 году появилась рецензия в газете «Утро»: «Нимрод это не просто статуя, он плоть от нашей плоти, дух нашей духовности. Он символ и памятник. Совокупность менталитета и отваги, монументальности и молодёжного бунта, указывающего на целое поколение … Нимрод будет вечно молодым…».
Впервые «Нимрод» был представлен в театре Габима на «Генеральной выставке художников Эрец-Исраэль», которая открылась в мае 1944 года. Оригинальность и инновационность скульптуры получили высокую оценку Хаима Гамзу, друга семьи Данцигера. В статье, опубликованной в газете «Ха-Арец», он писал: «Кажется, что форма камня обуславливает фигуру с плоской грудью. Трудно представить Нимрода-охотника, человека полей и лесов, чахоточным. Тем не менее, изначальное восприятие и общий внешний вид свидетельствуют о несомненном таланте художника».
Презентация статуи возбудила дискуссию вокруг движения «ханаанейцев» и связала с ним Данцигера. В процессе создания «ново-старой» культуры «ханаанейцы» пытались отождествить культуру народов, населявших землю Израиля в втором тысячелетии до нашей эры, с культурой евреев Израиля XX века, а также разорвать связь еврейской диаспоры с традицией. По окончании работы выставки Данцигер рассказывал, что к нему обращался Ионатан Ратош, один из основателей движения, с просьбой о встрече. Критика «Нимрода» и «ханаанейцев» исходила не только со стороны религиозной общественности, протестующей против идолопоклонства, но и со стороны представителей светской культуры, требующих акцентирования «еврейского» в «еврействе». Таким образом, «Нимрод» оказался в центре спора, начавшегося намного раньше, чем была создана сама статуя.
В одном из более поздних интервью Данцигер так разъяснил своё отношение к дискуссии (в то время он уже отдалился от ханаанейской группы): "Идейный конфликт произошёл рано. Шлёнский тоже не принял бы меня. Меня не приняли из-за «ханаанейцев», а я, сын буржуа, примкнувший к левым, не был «ханаанейцем». Таммуз, желая свести счёты, нападал на Шлёнского: «Зачем ты приносишь сюда русские степи?» Незадолго до своей смерти Шлёнский признался: «Можно понять Данцигера (…) Было нелегко скрыть возмущение, когда я назвал его вундеркиндом, создающим библейское искусство. К счастью, была ещё и больница „Данцигер“, где я мог поесть горячей еды».
В Тель-Авиве, несмотря на свой брак с Марион, Данцигер встречался со многими женщинами, восхищёнными его внешностью. Таммуз рассказывал, что «тель-авивские красавицы проникали в студию в качестве моделей, чтобы просто побыть рядом с ним, — у нас были бесплатные модели». Одна из этих женщин родила в 1940 году Тамар, дочь Данцигера, которая воспитывалась в приёмной семье.
Во время кризиса отношений с женой Данцигер вступил в Пальмах и проводил много времени в поездках по всей стране. Некоторое время он жил в кибуце Гиносар. Во время пребывания в Галилее Данцигер продолжал создавать скульптуры, надеясь привлечь внимание представителей художественного истеблишмента. В 1940 году он подготовил модель барельефа «Рыбалка», в которой образ рыбака, охватившего рыболовную сеть, представлен в псевдо-индийском стиле. На протест жителей Эйн-Гев и секретаря кибуца, Тедди Коллека, осудивших эту работу, Данцигер отреагировал встречным протестом, утопив в озере двадцать гипсовых статуй, предназначенных для выставки художников-любителей. Всё это время он продолжал свои романтические завоевания. Благодаря привлекательной внешности, в 1945 году он снялся в главной роли у режиссёра Меира Левина в фильме «Дом отца моего».
В 1945—1948 годах Данцигер жил попеременно в Лондоне, Тель-Авиве и Париже. В 1946 году он посетил парижскую студию Константина Бранкузи, и этот визит повлиял на его более поздние работы, связанные с различными экологическими проектами. В 1947 году Данцигер служил в качестве посланника молодёжной алии в нескольких странах Европы. В 1948 году переехал в Лондон и начал консолидироваться как в личной жизни, так и в художественном творчестве; в 1949 году у него родился сын Джереми. Он учился ландшафтной архитектуре и дизайну в «Школе общества архитекторов» в Лондоне и участвовал в нескольких конкурсах дизайна в Великобритании и Израиле, однако, не все его предложения были реализованы. В 1954 году Данцигер женился во второй раз и вскоре получил работу дизайнера в туристическом регионе Кент. В 1955 году, в результате технической аварии, произошедшей в пещере, где он работал, Данцигер попал в английскую больницу, а затем вернулся в Израиль.

### «Новые горизонты»
Вернувшись в Израиль, Данцигер начал читать лекции по трёхмерному дизайну на факультете архитектуры в Технионе, а через год был повышен в должности до «старшего лектора». В этот период он присоединился к группе «Новые горизонты». Группа во главе с Иосифом Зарицким стремилась создать современное абстрактное искусство, которое идентифицировалось членами группы как «западное искусство» и символ прогресса. Несмотря на то, что группа проявляла основной интерес к живописи, в её составе были несколько скульпторов: Дов Фейгин, Моше Стреншусс, а также ученики Данцигера — Косо Элул и Йехиэль Шеми. Являясь членом группы, Данцигер экспериментировал в создании новых техник скульптурного искусства, таких как сварка стальных панелей и техника металлических листов. Скульптуры, созданные им в этот период охарактеризовал Мордехай Омер: «Консолидация чистых линий, ориентированных на центральной оси, горизонтальной или вертикальной, относящаяся к двумерному пространству»..
Произведения Данцигера этого периода демонстрировались на нескольких выставках, организованных группой «Новые горизонты», а также рассматривались в качестве предложений для различных общественных проектов. Памятник Шломо Бен-Йосефу (1957), например, украсил пейзаж Рош-Пины. Данцигер создал вертикальную структуру из литого бетона с треугольными срезами, которая возвышается на семь метров. Однако, ему самому не нравился этот монумент: по свидетельству Игаля Тумаркина, «треугольное сооружение, с точки зрения Данцигера, было лишь „неудачным памятником“, в то время как гармония ландшафта и рельефа на фоне композиции казалась ему единственным неоспоримым достоинством».
Следующая работа, предназначенная для общественного пространства, статуя «Десятилетие» (1958), демонстрировалась на выставке, посвящённой десятилетию государства Израиль, в «Биньяней Ха-Ума» в Иерусалиме. В том же году Данцигера пригласили выполнить другой общественный заказ, также для «Биньяней Ха-Ума». Архитектор Зеэв Рехтер, автор проекта этого здания, заказал у Данцигера и Иосифа Зарицкого элемент удлинённой прямоугольной формы, предназначенный для фасада. Зарицкий и Данцигер разработали композицию из абстрактных геометрических форм, которую Данцигер, используя стекловолокно в качестве материала, воплотил в объёмном цветном барельефе со встроенным электрическим освещением. Однако, после того, как он завершил работу над моделью, проект был заморожен.
В понимании Данцигера концепция конструктивистской скульптуры, предложенная «Новыми горизонтами», не ограничивалась европейскими и западными характеристиками. «Язык абстрактного искусства», писал он, «является универсальным, но вместе с тем, он не игнорирует существенное влияние естественных и особых условий каждой страны на своё искусство. У нас это влияние выражено обильным светом, избытком света. Свет — часть хеттской и ассирийской скульптуры. Наш свет требует ваять массивные, простые и понятные, но не иллюстративные статуи. Воплощение Бога — на Земле». В работах Данцигера формальная абстракция сочетается с интернационализмом. Это проявилось в использовании тематики Танаха для названий таких его произведений, как «Рога Хаттина» (1956), «Неопалимая купина» (1957), «Эйн-Геди» и многих других. Сочетание формальной абстракции с интернационализмом характерно для работ многих художников — представителей «Новых горизонтов».
В 1958 году Данцигер, совместно с архитекторами Авраамом Иски и Амноном Александрони, создал композицию для каменной стены у входа в кампус Еврейского университета в Гиват Раме. Стена высотой 3,5 метра и длиной 7 метров была инкрустирована мотивами, заимствованными из археологических артефактов, найденных в земле Израиля. Среди них особенно выделяется стилизованный мотив рук, которые держат стелу хананеев из храма в Тель-Хацоре XIII века до н. э. Раскопки в Тель-Хацоре проводились в период с 1955 по 1958 год. Данцигер использовал также и мотив скарабея, заимствованный из царских печатей конца VIII века до н. э. Творческому процессу способствовала дружба Данцигера с археологом Елиэзером Липой Сукеником и его сыном Игалем Ядиным, который руководил раскопками в Тель-Хацоре; он не стремился создать цельную структуру из символьных элементов, а представить их в виде массива с абстрактной иерархией, выделяющегося на фоне каменной стены. Сама стена, словно предназначенная для того, чтобы её инкрустировали камнями различной формы, соединяя их древним способом без использования цемента, стала неотъемлемой частью композиции.

### Ландшафтная скульптура
В конце 50-х — 60-х годов XX века Данцигер разработал в своих произведениях «концепцию места». В качестве основы он использовал «тему ягнёнка». Иконография темы связана с «жертвоприношением Исаака», а также с культурой племён кочевников. Первой значительной скульптурой на эту тему стала статуя «Рога Хаттина» (1955), которая через год была представлена на выставке «Новых горизонтов». Произведение, название которого связано с галилейскими Рогами Хаттина, стало источником таких работ как скульптура «Овцы Негева», созданная в различных размерах. Скульптуры, объединённые этим названием, были созданы в 1963—1965-х годах. В этих работах проявился первый явный признак «концепции места» — связь между человеком и его землёй.
В серии образов овец Данцигер впервые представил скульптуру как метонимический элемент, отделённый от ландшафта и природы и способный на самовыражение. Данцигер писал: «(…) есть сходство между овцами, жилыми постройками и формой ландшафта. Овца похожа на шатёр бедуина. Её ноги — как опоры шатра. (…) Овцы, статуи которых я создал, похожи на кратеры и холмы. Две овцы, отлитые из бронзы, находятся между объектом (овца) и ландшафтом». Идентификация с ландшафтом придавала скульптуре окраску анти-героического символизма, который основан на скоротечности кочевого образа жизни.
Наглядным свидетельством обращения к человеку является небольшая несохранившаяся скульптура конца 50-х годов под названием «Всходы и последний дождь». В этой работе воплощён символ единства человека и природы и заметна тенденция возвращения к традициям символико-экспрессионистского скульптурного искусства Великобритании.
Воспринимая скульптуру как часть топографии, Данцигер обратил внимание на культуру бедуинов и арабов и на характер их построек. Он изучал виды поселений и способы строительства в бедуинских деревнях Негева, восхищаясь тем, как функционируют в пространстве временные жилища из олова и постройки из цистерн, водопроводы и загоны для овец. Дизайн этих так называемых «ландшафтных сооружений» совмещал функциональность и современную эстетику. Данцигер отмечал: «Скульптуры овец привели меня к изучению истории создания загонов и водохранилищ. Водохранилище и жёлоб в Авдате, построенные две тысячи лет назад, до сих пор функционируют, — и потому они красивы: так выражена концепция эстетики в начальный период промышленной революции».
«Эти сооружения в пустыне признаны „монументальными“, так как они функционируют как „место, где нет очевидной точки отсчёта, нет линии горизонта“, — писал Данцигер. Так появилось метафизическое понятие пространства — концепция, которая в некоторых аспектах носила ориенталистический характер. Монументальность Данцигер перевёл и на ряд работ более мелких размеров, выполненных в 1962 году. В этих работах он показал эфемерность местных „ландшафтных сооружений“, которые являются своего рода экспрессивными и абстрактными эскизами в пространстве. Названия работ и золотистый цвет некоторых из них подчёркивают концепцию мифического пейзажа.

### От пейзажа к ландшафтной архитектуре
С начала 50-х годов Данцигер приобрёл опыт в общественных конкурсах ландшафтной архитектуры. Ещё во время учёбы он предлагал свои работы для участия в различных конкурсах дизайна. Экологическое планирование Данцигер рассматривал как продолжение своего скульптурного творчества: „Я изучал садово-парковой архитектуру десять лет после того, как закончил изучение скульптуры и сформировал свой подход к ней. Вся моя ориентация в скульптурном творчестве была направлена наружу, то есть на совмещение скульптуры с пейзажем. Основной проблемой было смовмещение скульптуры не только с природным, но и городским пейзажем, что повлияло также на городское проектирование и строительство. Я никогда не видел разницы между ними. Даже моя работа по моделированию больших скульптур была, видимо, в пределах этой ориентации“.
Первый серьёзный конкурс, в котором участвовал Данцигер, был конкурс на лучший проект района горы Герцля в Иерусалиме в 1951 году. В своём проекте, который занял второе место в конкурсе и был разработан совместно с архитектором Яковом Шельги, Данцигер представил гору в виде структуры своеобразной террасы, выполненной в виде спирали. Центральное место в проекте было отведено дизайну могилы Герцля, поддерживаемой двумя каменными статуями орлов с „абстрактными символическими шафарами“ перед ними. По мнению Мордехая Омера, этот проект напоминает работы Константина Бранкузи, особенно его „Храм медитации“. Это проектное предложение, как и подавляющее большинство других предложений, представленных Данцигером, не было реализовано. Среди других видных предложений нужно отметить модель „Памятника Негеву“ (1956), центральный памятник в концлагере Освенцим (1959), предложение проекта памятника новаторам в Иерусалиме (1960) и другие.
В 1965 году Данцигер завершил строительство сада в доме Бат-Шевы де Ротшильд в районе Афека в Тель-Авиве. Сам дом был построен по проекту архитектора Рама Карми. При проектировании сада Данцигер использовал абстрактные геометрические структуры и, распределяя объекты на проектируемом участке, он решил отделить дом от сада. В центре сада с крупным бассейном, вокруг которого разбросаны различные элементы и разделы, были построены различные геометрические фигуры, образующие угловые части участка. Одним из самых значительных элементов была ступенчатая стена, сконструированная из бетонных камней. Камни, размещённые одни на других, не были скреплены связующим материалом и использовались в качестве садовой стены, поддерживаемой снаружи; стена также могла быть использована как лестница или место отдыха у бассейна. „Я думаю, что наш сад, — писал Данцигер, — связан с водой, и этот существенный факт подтверждается встроенными структурными и сборными элементами, хотя сам дизайн не соответствует отраслевым стандартам“. „Успех сада, — добавлял он, — в первую очередь определяется его способностью служить человеку…“. В 2004 году дом и сад были разрушены с целью строительства нового здания. Состояние скульптурных сооружений сада представлялось, по словам Мордехая Омера, удручающим, однако, была сделана попытка их реставрации и перенесения в район Тель-Авивского университета. Тем не менее, они были уничтожены, прежде чем эти усилия дали свои плоды.
В иконографии абстрактной бронзовой статуи „Король пастухов“ (1964—1966) Данцигер возвращается к мотиву «овец» и «пастушеских праздников», состоявшихся в 40-х годах в гроте Гедеон возле Эйн Харод. Статуя была предназначена для сада скульптур, спроектированного художником американо-японского происхождения Исаму Нанучи для Музея Израиля. В скульптуре воплощён образ покровителя пастухов тотема, голова которого увенчана большим диском. Элементы изогнутых труб напоминают рога барана или ягненка.
В 1967 году Данцигер подготовил портрет Зеева Жаботинского для здания «Башня Зеева» в Тель-Авиве. Этот портрет был выбран для создания отлитого из бронзы с топографической точностью (словно лидер — лицо самой Земли) барельефного бюста лидера сионизма.
В 1968 году Данцигер был назначен на должность профессора на факультете архитектуры в Технионе, где он читал курс лекций по трёхмерному дизайну в течение нескольких лет. Кроме того, он переехал из своей хайфской квартиры на гору Кармель. В 1969 году он создал статую «Хошен», которая была установлена перед синагогой Техниона, однако, не по назначению. Эта модернистская скульптура отражает метафизическую тему. Еврейский ритуальный наперсник, «Хошен», изображён в виде абстрактной конструкции из позолоченной латуни, переливающейся при игре света. Однако, по мнению Мордехая Омера, «напряжённость между статичным и динамичным, вероятно, указывает на возвращение к религиозно-ритуальному источнику» (Исх. Кн. 29). В 1975 году Данцигер предложил версию большой статуи Бен-Гуриона, но это предложение было отклонено.

### Искусство и экология
В августе 1970 года по приглашению германского правительства и в качестве консультанта «Бецалель» Данцигер посетил Германию. В одной из школ искусств он познакомился с выдающимся художником второй половины XX века Йозефом Бойсом. Бойс, который был известен благодаря своей концепции целостного искусства, предлагающего методы социальных изменений посредством художественного воплощения, быстро нашёл общий язык с Данцигером, приверженцем похожей концепции развития экосистемы. В результате встречи Бойс согласился на предложение Данцигера приехать в Иерусалим, чтобы преподавать в академии «Бецалель», но из-за войны Судного дня это предложение не было реализовано.
Понимание необходимости восстановления и примирения нарушенных отношений между человеком и средой его обитания привело Данцигера к созданию проектов, направленных на восстановление достопримечательностей, экологии и культуры. В 1971 году работа Данцигера «Навесной пейзаж» была представлена на выставке в Музее Израиля. В этой работе, выполненной из подвешенной ткани, на которой изображены пятна различных цветов, использованы пластиковая эмульсия, волокна целлюлозы и химические удобрения; кроме того, при помощи света и системы орошения Данцигер вырастил траву. На слайдах, представленных вместе с тканью, он показал, какой ущерб природе наносит современная индустриализация. Цель выставки заключалась в том, чтобы представить искусство и природу как единое целое.
«Исправлению» пейзажа как миссии искусства посвящён и более поздний проект — «Реабилитация карьера Нешер» на западных склонах горы Кармель. Он разрабатывался при сотрудничестве Данцигера, эколога Зеева Навы и почвоведа Джозефа Морина. Проект, который, однако, так и не был завершён, ориентировался на создание новой окружающей среды на остатках карьера с помощью различных технологических и экологических средств. «Природа не возвращается в своё прежнее состояние, — говорил Данцигер, — нужно найти способ для создания новой общей концепции чтобы использовать природу заново». По завершении первого этапа проекта в 1972 году результаты усилий по восстановлению были представлены на выставке в Музее Израиля.
Скульптурная композиция «Серпантин» (1975) стала одним проектов Данцигера, который ему удалось реализовать в общественном пространстве. «Серпантин», размещённая в парке Ха-Яркон в Тель-Авиве, построена в виде искривлённой бетонной стены. Скульптура ярко-белого цвета напоминает нечто из погребального ритуала, и представляет собой абстрактную структуру, постоянно меняющую форму при освещении солнечными лучами. Тени, появляющиеся за счёт неодинаковых размеров стены в её различных частях, усиливают контраст между белым цветом и травой.
В 1973 году Данцигер начал собрать материалы для книги, документирующей его работу. При подготовке книги были собраны документы из археологических мест отправлений культа и тех мест в современном Израиле, которые были источником вдохновения для его работы. Книга «Место» была опубликована в 1982 году, после смерти Данцигера, и содержала фотографии его скульптурных работ, эскизы к проектам и экологические идеи, представленные в значении абстрактного скульптурного искусства, такие как «Сбор дождевой воды» и тому подобные. Одно из мест, описанных в этой книге, Бустан Хият на реке Сих в Хайфе, было основано Азизом Хиятом в 1936 году. Наряду с семинарами, которые Даницигер проводил в Технионе, и реализацией дизайнерского опыта, он уделял также много внимания поддержке и развитию зелёной зоны Бустана.
В 1977 году в ходе церемонии закладки краеугольного камня мемориального комплекса в честь Бригады «Эгоз» на Голанских высотах было посажено 350 саженцев дуба. Данцигер, исполнявший обязанности арбитра в конкурсе по планированию и дизайну, предложил при создании памятника особое внимание уделить ландшафту, что по его мнению придало бы мемориалу более функциональный характер: «Мы понимали, что вертикальная структура, выполненная в виде скульптуры, даже если скульптура очень впечатляет, не может конкурировать с горной грядой. Когда мы начали подъём, то обнаружили, что горные породы, которые выглядели издалека как текстура, являются подлинными и обладают особым характером. Это подтвердило и исследование мест, святых для бедуинов и палестинцев в Израиле, мест, где деревья рядом с могилами святых и в местах поклонения являются особыми характерными символами; на эти дубы люди, следуя эмоциональной необходимости, вывешивают яркие синие и зеленые цветные ткани, загадывая желания».
Ранние свидетельства такого подхода можно найти в «Роще сорока́» на горе Кармель, посвящённой сорока героям. Памятное место было спроектировано Данцигером как мемориал павшим воинам-артиллеристам. В церемонии открытия, состоявшейся в праздник Ту би-Шват, приняли участие друзья и члены семей погибших героев, а также художники Иосиф Зарицкий и Авигдор Стемацкий.
Ицхак Данцигер погиб в автокатастрофе недалеко от Рамле. Это случилось 11 июля 1977 года, когда он направлялся в Иерусалим.

## Художественное наследие и критика
Скульптура в Израиле, начиная с произведений Бориса Шаца и до 40-х годов XX века, имела незначительный статус, условно говоря, сопоставимый с культурой молодой еврейской общины. Большинство художников обрели своё искусство в Европе и особенно в Германии. Генеральная выставка скульптур, например, была организована в Хайфе только в 1958 году. Персональные выставки устраивались также не часто. На нескольких персональных выставках были представлены работы Зеева Бен-Цви (1932), Батьи Лишански (1933) и Ханы Орлов (1935). Скульптурные работы, созданные в Израиле и отражавшие тему сионизма и иудаизма, были представлены произведениями традиционной европейской модернистской скульптуры. Ранние скульптурные работы Данцигера воспринимались как продолжение произведений Авраама Мельникова и Зеева Бен-Цви. «Восточные» образы идентифицировались с забытыми образами Танаха. «Новая земля Израиля и узники Сиона из разных стран галута, — писал искусствовед Хаим Гамзу, — особенно выходцы из Йемена и Саудовской Аравии, представляют особый интерес. Но более всего, как сопровождение потока жизненных историй, просочившихся из Танаха».
Новая национальная принадлежность, которую предлагает «ханаанейское» искусство Данцигера, принадлежность антиевропейская, полная чувственности и экзотики Востока, отразила настроение многих членов еврейской общины в Израиле. «Мечтой современников поколения, — писал Амос Кейнан после смерти Данцигера, — было объединиться в стране и на земле, чтобы создать образ, в частности, с атрибутами того, что находится здесь и у нас, и оставить благодаря этому особый след в истории. Только национализм представил собственный стиль экспрессионистской символической скульптуры, в духе современной британской скульптуры».. Развитие этой точки зрения продолжил Мордехай Омер. В обширном исследовании работ Данцигера, проведённом в период двух последних десятилетий XX века, Омер часто сосредотачивается на анализе иконографии этих работ с целью выделения элементов «примитивизма», которые были центром творчества Данцигера как представителя «хананейцев».
Искусствовед Гидон Эфрат показывает конструктивистскую скульптуру Данцигера как часть диалектики израильского искусства в процессе отношений между атеизмом и язычеством. Другой подход, более критический, освещает Сара Брейтберг-Сэмель в эссе «Недостаточность материала как качество израильского искусства» (1986) и «Агриппас против Нимрода» (1988). Брейтберг-Сэмель не одобряет каноническую концепцию «Нимрода», как скульптуры, отражающей еврейский национализм, и трактует «ханаанейский» характер более поздних работ Данцигера как антиеврейский. Она утверждает, что его работа предлагает метаморфозу форм и мотивов, носящих «древностный» характер: «Выделяя значимость языческого в своём творчестве, он отказался от практики объектов. (…) Предоставив фотографии, он выставил на голосование лишь некоторые принципы в пределах проектов по восстановлению и аргументации дикой природы. Коллажи были его единственными реальными художественными произведениями в те годы. Можно предположить, что он выбрал эти скудные материалы и уничтожил их, намеренно или ненамеренно, чтобы избежать создания других идолов». Такой аспект, по мнению Брейтберг-Сэмель, заключается в «параллельном существовании» модернистского и формального в характере израильского искусства.
Много критики прозвучало и в отношении поздних работ Данцигера. Его экологические проекты были попыткой перестроить отношения между человеком и природой, но и они вызвали неоднозначную реакцию. С точки зрения некоторых молодых художников 70-х годов XX века работы Данцигера были всего лишь неудачной имитацией произведений американского лэнд-арта. В отличие от них, работы других художников, в том числе Моше Гершуни и Михи Ульманна, получили одобрение критики, признавшей их вдохновенными произведениями, объективно отображающими окружающую среду.
Снижение популярности классической скульптуры на фоне нарастающего интереса к новым скульптурным жанрам, таким как «перформанс» и «видео-арт», в начале 90-х годов XX века остановило влияние творчества Данцигера на израильское искусство. Тем не менее, его работа «Нимрод» сохранила свой канонический статус. Влияние этой работы заметно, например, в фотографии Ади Неса, на которой изображён восточный юноша с чучелом птицы на плече. С подачи израильских искусствоведов фотография получила название «Нимрод». В другой работе, художницы Эфрат Гальнор, — «Нимрод глазами зрителя» (2002), — образ «Нимрода» представлен в свете критики канонического статуса, в сочетании поп-арта с искусством школы «Бецалель».

## Основные работы
- «Нимрод» (1939).
Нубийский песчаник
. Коллекция Музея Израиля, Иерусалим.
- «Шабазия» (1939).
Коллекция страховой компании «Феникс».
- «Неопалимая Купина» (1957).
Сталь.
Коллекция Музей искусства в Хайфе, Хайфа.
- «Барельеф» (1958).
Барельеф Еврейского университета, Гиват Рам, Иерусалим.
- «Барельеф» (деталь) (1958).
Еврейский университет, Гиват Рам, Иерусалим.
- «Десятилетие» (1958).
Биньяней Ха-Ума, Иерусалим
- «Барельеф» (конец 50-х годов XX века).
Железобетон.
Станция «Солель Боне» в Кармелит, Хайфа.
- «Падший» (1962).
Частный дом в Холоне.
- «Овцы Негева» (1963).
Бронза.
 Коллекция Тель-Авивского музея искусств.
Тель-Авив — Яффо.
- «Король пастухов» (1964-1966).
Латунь.
Коллекция Музея Израиля, Иерусалим.
- «Король пастухов» (1964-1966).
Латунь.
- «Портрет Зеева Жаботинского» (1967).
Тель-Авив — Яффо.
- «Связь поколений» (1969).
Окрашенное железо.
Музей нелегальной иммиграции и ВМФ, Хайфа.
- «Серпантин» (1975).
Бетон.
Парк Ха-Яркон, Тель-Авив — Яффо.
- «Овцы».
Музей Иланы Гур

### Скульптуры
- «Нимрод» (1939). Коллекция Музея Израиля, Иерусалим.
- «Шабазия» (1939). Коллекция страховой компании «Феникс».
- «Неопалимая Купина» (1957). Коллекция Музей искусства в Хайфе, Хайфа.
- «Овцы Негева» (1963). Коллекция Тель-Авивского музея искусств, Тель-Авив — Яффо.
- «Король пастухов» (1964—1966).
- «Хошен» (серия из 8 отливок) (1969). Коллекция банка Дисконт.
- «Серпантин» (1975). Парк Ха-Яркон, Тель-Авив — Яффо.

### Ландшафтный дизайн
- 1959 — сад для здания «Clear», Рамат-Ган (архитектор: Дов Карми)
- 1965 — сад в доме Бат-Шевы де Ротшильд в Афеке (разрушен; архитекторы: Дов Карми, Цви Мельцер, Рам Карми)
- 1971 — карьер «Нешер» (не завершён)
- 1977 — мемориал павшим воинам бригады «Эгоз»

### Произведения в общественном пространстве
- 1957 — Памятник Шломо Бен-Йосефу, Рош-Пина
- 1958 — каменные стены, с вырезанными символами Иудейского царства у входа в Еврейский университет, кампус Гиват-Рам, Иерусалим
- 1962 — «Павшим». Сталь, 2.6 метра, памятник «Яд Левана», Холон
- 1967 — монументальный портрет Зеева Жаботинского, Тель-Авив
- 1969 — памятник «Пионерам алии», вход в Музей нелегальной иммиграции и ВМФ в Хайфе
- 1971 — проект «Реабилитация карьера Нешер», Хайфа
- 1975 — «Серпантин» — белый скульптурный пейзаж, создан по заказу Тель-авивского фонда литературы и искусства, парк Ха-Яркон, Тель-Авив

## Образование
- 1923—1925 — прогрессивная частная школа, под руководством Деборы Каллен
- 1925 — «Бецалель», частные уроки под руководством Бориса Шаца
- 1926—1929 — Еврейская гимназия «Рехавия»
- 1930—1932 — Гимназия «Герцлия», изучение Танаха и истории
- 1932—1933 — Реальное училище, Хайфа
- 1933—1934 — колледж «Aotosho» в окрестностях Лондона
- 1934—1937 — Школа изящных искусств[англ.] (Лондон), изучение скульптуры у скульптора Жерарда
- 1951—1952 — школа Архитектурной Ассоциации (А. А.), Лондон, изучение садового и ландшафтного дизайна

## Преподавательская деятельность
- 1955 — профессор (лекции по трёхмерному дизайну) на факультете архитектуры, Технион, Хайфа

## Награды
- 1945 — Премия Дизенгофа в области живописи и скульптуры, Тель-Авив
- 1958 — Премия клуба «Мило», Тель-Авив
- 1968 — Премия Израиля в области скульптуры
- 1969 — Премия Сандберга, Музей Израиля, Иерусалим

### Книги и статьи Ицхака Данцигера
- דנציגר, יצחק,  מקום , הוצאת הקיבוץ המאוחד, תל אביב, 1982.
- דנציגר, יצחק; פישר, יונה, שיקום מחצבת נשר, מוזיאון ישראל, ירושלים, 1972.
- דנציגר, יצחק, «יצחק דנציגר: מבני נוף», קו, גיליון מס' 8, 1968, עמ' 4.
- דנציגר, יצחק, «זריעת שטח באמולסיה פלסטית», בתוך: פישר, יונה (אוצר), מושג + אינפורמציה, מוזיאון ישראל, ירושלים, 1971.
- דנציגר, יצחק, «קטעים מתוך ראיון, 1963», סימן קריאה, גיליון מס' 8, אפריל 1978, עמ' 364—365.
- צורית, א, (רשמה מפי יצחק דנציגר וערכה), «ציירים ופסלים על האמנות המופשטת», למרחב, 2.10.1959.
- Danziger, Izha in: Seitz, William c. (ed.), Art Israel, 26 Painters and Sculptors, Moma, New York, 1964.

### Интервью в прессе[41]
- אברהם, א', ראיון עם יצחק דנציגר, מבואות, 11.1.1956, עמ' 23
- ברזל, אמנון, «הנוף כיצירת אמנות», הארץ, 22.7.1997.
- בריטברג סמל, שרה, «על פסלים נוף, חברה, פולחן ומקומות קדושים», ידיעות אחרונות, 23.1.1976.
- שרפשטיין, בן-עמי, «לבד, ביחד במקום: ראיון עם יצחק דנציגר», ידיעות אחרונות, 22.7.1977.

### Книги и статьи о Данцигере
- אבנרי, אורי, «מות נמרוד», בתוך: קינן, עמוס (אוצר), אמנות הפיסול בישראל: חיפוש הזהות, המוזיאון הפתוח, תפן, 1988.
- אוחנה, דוד, «פרשת נח: נמרוד בין נחמה ליבוביץ ליצחק דנציגר», בתוך: רוטנברג, נפטלי, (עורך), הוגים בפרשה, ידיעות אחרונות, 2005.
- אמיר, אהרון, «דנץ», מעריב, יולי 1977.
- בלס, גילה, אופקים חדשים, פפירוס, תל אביב, 1980.
- בלס, גילה (עורכת), ד"ר חיים גמזו: ביקורות אמנות, מוזיאון תל אביב לאמנות, 2006.
- בריטברג-סמל, שרה, «אגריפס» נגד «נמרוד», קו, מס' 19, 1999. (הודפס קודם ב"ידיעות אחרונות", 13.7.88)
- בריטברג סמל, שרה, דלות החומר כאיכות באמנות ישראלית, מוזיאון תל אביב, תל אביב, 1983.
- ברמן, ראובן, «יצירה אמנותית היא חלק מיצירת עם», ידיעות אחרונות, 3.5.68.
- ברייטברג סמל, שרה, «נמרוד — תערוכה קבוצתית במוזיאון ישראל», סטודיו, גיליון מספר 70, מרץ-אפריל 1996, עמ' 8.
- גמזו, חיים (עורך), ציור ופיסול בישראל, הוצאת דביר תל אביב תשי"ז, 1957.
- גרשוני, משה; לביא, רפי; תומרקין, יגאל, «דנציגר», סטודיו, גיליון מס' 76, אוקטובר נובמבר 1996, עמ' 19-23.
- זיסמן, יוסף, «נמרוד — האידאל הכנעני», מאזנים, ירחון לספרות , ע’ (7): 60-61, 1996.
- חינסקי, שרה, «שתיקת הדגים, מקומי ואוניברסלי בשיח האמנות הישראלי», תיאוריה וביקורת, גיליון מס' 4, סתיו, 1993, עמ' 105—122.
- טל, מרים, «הגדול בפסלי ישראל», הבוקר, 20.8.1965.
- יבי, שירה, פרוזה, מכתמים, תל אביב, 1979. (עם יצירות של דנציגר והקדמה מאת אורי אבנרי).
- כהן, נחום, «יצחק דנציגר: נסיון לאינטגראציה באמנות», סימן קריאה, 8: 366—367, 1978.
- ליבנה, נרי, «אגדת דנציגר», הארץ, 12.2.2002.
- מנור-פרידמן, תמר, «מזבח וקרבן ביצירת יצחק דנציגר», דברי הקונגרס העולמי למדעי היהדות, האוניברסיטה העברית, תשמ"ו, כרך ב', עמ' 73-80.
- עומר, מרדכי, יצחק דנציגר, מוזיאון ישראל, ירושלים, 1981.
- עומר, מרדכי, יצחק דנציגר, הוצאת הקיבוץ המאוחד, תל אביב, 1982.
- עומר, מרדכי, דנציגר, כתר, ירושלים, 1996.
- עומר, מרדכי, יצחק דנציגר, מוזיאון תל אביב לאמנות, תל אביב, 1996.
- עומר, מרדכי, «אופקים חדשים»: פיסול, מוזיאון תל אביב, תל אביב, 1996.
- עומר, מרדכי, היבטים באמנות הישראלית של שנות השבעים: תיקון, הגלריה האוניבסיטאית, תל אביב, 1998.
- עומר, מרדכי, «יצחק דנציגר: הרישום כמדיום עצמאי»; «קונסטנטין ברנקוזי ויצחק דנציגר: מפגש», מאמרים על אמנות ישראלית, בצלאל, ירושלים, 1992. עמ' 43-87.
- עפרת, גדעון, אל מיתוס ללא אל: השיבה אל התוכן המיתולוגי באמנות הישראלית העכשווית, בית העם, ירושלים, 1985.
- פורר, רוני, יצחק דנציגר ויגאל תומרקין: מפגשים, בבל, תל אביב, 2002.
- פישר, יונה, «פרויקט שיקום מחצבת נשר», הארץ, 10.9.1971.
- יגאל צלמונה, «העבר הוא ההווה: הכנענים», קו, גיליון מס' 4-5, נובמבר 1982.
- קון, מיכאל, «הפסל והמיתוס», דבר, בחודש יולי, 1982.
- שפירא, שרית, «מסלולי נדודים», מוזיאון ישראל, ירושלים, 1991, עמ' 84-88.
- תומרקין, יגאל, «על דנציגר», מעריב, 2.8.1977
- תומרקין, יגאל, «מקרה דנציגר», במוזיאון, 5: 15-16, 1993.
- תירוש, סמדר, «הגיבור הכנעני הוא יהודי נודד», משקפים, 22: 17-19, 1994.
- תמוז, בנימין, «בין עדן לאופיר», בתוך: קינן, עמוס (אוצר), אמנות הפיסול בישראל: חיפוש הזהות, המוזיאון הפתוח, תפן, 1988.
- אבנרי, אורי, «מות נמרוד», בתוך: קינן, עמוס (אוצר), אמנות הפיסול בישראל: חיפוש הזהות, המוזיאון הפתוח, תפן, 1988.
- אוחנה, דוד, «פרשת נח: נמרוד בין נחמה ליבוביץ ליצחק דנציגר», בתוך: רוטנברג, נפטלי, (עורך), הוגים בפרשה, ידיעות אחרונות, 2005.
- אמיר, אהרון, «דנץ», מעריב, יולי 1977.
- בלס, גילה, אופקים חדשים, פפירוס, תל אביב, 1980.
- בלס, גילה (עורכת), ד"ר חיים גמזו: ביקורות אמנות, מוזיאון תל אביב לאמנות, 2006.
- בריטברג-סמל, שרה, «אגריפס» נגד «נמרוד», קו, מס' 19, 1999. (הודפס קודם ב"ידיעות אחרונות", 13.7.88)
- בריטברג סמל, שרה, דלות החומר כאיכות באמנות ישראלית, מוזיאון תל אביב, תל אביב, 1983.
- ברמן, ראובן, «יצירה אמנותית היא חלק מיצירת עם», ידיעות אחרונות, 3.5.68.
- ברייטברג סמל, שרה, «נמרוד — תערוכה קבוצתית במוזיאון ישראל», סטודיו, גיליון מספר 70, מרץ-אפריל 1996, עמ' 8.
- גמזו, חיים (עורך), ציור ופיסול בישראל, הוצאת דביר תל אביב תשי"ז, 1957.
- גרשוני, משה; לביא, רפי; תומרקין, יגאל, «דנציגר», סטודיו, גיליון מס' 76, אוקטובר נובמבר 1996, עמ' 19-23.
- זיסמן, יוסף, «נמרוד — האידאל הכנעני», מאזנים, ירחון לספרות , ע’ (7): 60-61, 1996.
- חינסקי, שרה, «שתיקת הדגים, מקומי ואוניברסלי בשיח האמנות הישראלי», תיאוריה וביקורת, גיליון מס' 4, סתיו, 1993, עמ' 105—122.
- טל, מרים, «הגדול בפסלי ישראל», הבוקר, 20.8.1965.
- יבי, שירה, פרוזה, מכתמים, תל אביב, 1979. (עם יצירות של דנציגר והקדמה מאת אורי אבנרי).
- כהן, נחום, «יצחק דנציגר: נסיון לאינטגראציה באמנות», סימן קריאה, 8: 366—367, 1978.
- ליבנה, נרי, «אגדת דנציגר», הארץ, 12.2.2002.
- מנור-פרידמן, תמר, «מזבח וקרבן ביצירת יצחק דנציגר», דברי הקונגרס העולמי למדעי היהדות, האוניברסיטה העברית, תשמ"ו, כרך ב', עמ' 73-80.
- עומר, מרדכי, יצחק דנציגר, מוזיאון ישראל, ירושלים, 1981.
- עומר, מרדכי, יצחק דנציגר, הוצאת הקיבוץ המאוחד, תל אביב, 1982.
- עומר, מרדכי, דנציגר, כתר, ירושלים, 1996.
- עומר, מרדכי, יצחק דנציגר, מוזיאון תל אביב לאמנות, תל אביב, 1996.
- עומר, מרדכי, «אופקים חדשים»: פיסול, מוזיאון תל אביב, תל אביב, 1996.
- עומר, מרדכי, היבטים באמנות הישראלית של שנות השבעים: תיקון, הגלריה האוניבסיטאית, תל אביב, 1998.
- עומר, מרדכי, «יצחק דנציגר: הרישום כמדיום עצמאי»; «קונסטנטין ברנקוזי ויצחק דנציגר: מפגש», מאמרים על אמנות ישראלית, בצלאל, ירושלים, 1992. עמ' 43-87.
- עפרת, גדעון, אל מיתוס ללא אל: השיבה אל התוכן המיתולוגי באמנות הישראלית העכשווית, בית העם, ירושלים, 1985.
- פורר, רוני, יצחק דנציגר ויגאל תומרקין: מפגשים, בבל, תל אביב, 2002.
- פישר, יונה, «פרויקט שיקום מחצבת נשר», הארץ, 10.9.1971.
- יגאל צלמונה, «העבר הוא ההווה: הכנענים», קו, גיליון מס' 4-5, נובמבר 1982.
- קון, מיכאל, «הפסל והמיתוס», דבר, בחודש יולי, 1982.
- שפירא, שרית, «מסלולי נדודים», מוזיאון ישראל, ירושלים, 1991, עמ' 84-88.
- תומרקין, יגאל, «על דנציגר», מעריב, 2.8.1977
- תומרקין, יגאל, «מקרה דנציגר», במוזיאון, 5: 15-16, 1993.
- תירוש, סמדר, «הגיבור הכנעני הוא יהודי נודד», משקפים, 22: 17-19, 1994.
- תמוז, בנימין, «בין עדן לאופיר», בתוך: קינן, עמוס (אוצר), אמנות הפיסול בישראל: חיפוש הזהות, המוזיאון הפתוח, תפן, 1988.

## Кинофильмы
- .(דן וולמן, יצחק דנציגר, שירות הסרטים הישראלי, 1986 (25 דקות